# Alexandria (New York)
Alexandria város az USA New York államában, Jefferson megyében. Lakosainak száma 3741 fő (2020. április 1.).

## Népesség
A település népességének változása:

| 2010 | 4 061 |
| 2020 | 3 741 |